# Сизели
Сизели (фр. Cizely) је насеље и општина у источном делу централне Француске у региону Бургоња, у департману Нијевр која припада префектури Невер.
По подацима из 2011. године у општини је живело 59 становника, а густина насељености је износила 8,31 становника/km². Општина се простире на површини од 7,1 km². Налази се на средњој надморској висини од 350 метара (максималној 292 m, а минималној 223 m).

## Демографија
| 1962. | 1968. | 1975. | 1982. | 1990. | 1999. | 2011. |
| ----- | ----- | ----- | ----- | ----- | ----- | ----- |
| 91    | 95    | 87    | 84    | 70    | 53    | 59    |

График промене броја становника у току последњих година